# Magny (Eure-et-Loir)
Magny – miejscowość i gmina we Francji, w Regionie Centralnym, w departamencie Eure-et-Loir.
Według danych na rok 1990 gminę zamieszkiwało 539 osób, a gęstość zaludnienia wynosiła 41 osób/km² (wśród 1842 gmin Regionu Centralnego Magny plasuje się na 652. miejscu pod względem liczby ludności, natomiast pod względem powierzchni na miejscu 980.).